# Sopwith Aviation Company
La Sopwith Aviation Company fue una compañía aeronáutica británica que diseñó y fabricó aviones principalmente para el Servicio Aéreo Naval Real británico, para el Real Cuerpo Aéreo y más tarde para la Real Fuerza Aérea durante la Primera Guerra Mundial, siendo el más famoso el Sopwith Camel. Los aviones Sopwith también fueron utilizados en cantidades variables por los servicios aéreos franceses, belgas y estadounidenses durante la guerra.
En abril de 1919, la empresa pasó a llamarse Sopwith Aviation & Engineering Company Limited. En septiembre de 1920, la empresa entró en liquidación voluntaria después de que fracasara un intento de fabricar motocicletas. Las patentes y otros activos fueron adquiridos por una nueva empresa, H.G. Hawker Engineering.

## Primeros años

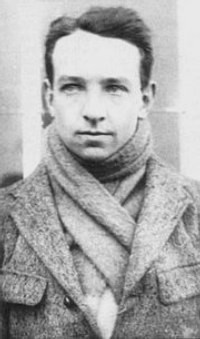
Thomas Sopwith, alrededor de 1910.

La Sopwith Aviation Company (con sede en Brooklands) fue creada en junio de 1912 por Thomas Sopwith, un rico deportista interesado en la aviación, la navegación a vela y el automovilismo, cuando tenía 24 años. Tras la venta de su primer avión militar en noviembre de 1912, Sopwith se trasladó a las primeras instalaciones de la empresa, que se abrieron en diciembre en una pista de patinaje sobre ruedas recientemente cerrada en Canbury Park Road, cerca de la estación de tren de Kingston, en el suroeste de Londres. Una colaboración temprana con el astillero S.E. Saunders de East Cowes en la Isla de Wight, en 1913, produjo el Sopwith Bat Boat, uno de los primeros hidrocanoas con un casco laminado de tipo Consuta, que podía operar en el mar o en tierra. Posteriormente, se abrió una pequeña fábrica en Woolston, Hampshire, en 1914.

## Primera Guerra Mundial
La empresa fabricó más de 16 000 aviones durante la Primera Guerra Mundial. Muchos más aviones de la empresa fueron construidos por subcontratistas que por la propia Sopwith. Estos incluían Fairey, Clayton y Shuttleworth, William Beardmore and Company y Ruston Proctor.
Hacia el final de la guerra, Sopwith alquiló la National Aircraft Factory No.2, construida en 26 semanas durante el invierno de 1917, a una milla al norte de las fábricas de Canbury en Ham. Como resultado, la compañía pudo aumentar considerablemente la producción de los aviones de combate Snipe, Dolphin y Salamander. Al comienzo de la guerra, la empresa contaba con 200 empleados; se había llegado a 6000 empleados antes del Armisticio.

## Diversificación y fracaso de posguerra
Después de la guerra, la empresa intentó producir aviones para el mercado civil basándose en sus modelos de tiempos de guerra. Estos incluían aviones como el Camel monoplano y el Dove, un derivado del Pup, y el Swallow, pero la amplia disponibilidad de aviones excedentes de guerra a precios reducidos significó que esto nunca fuera económico. En 1919, la empresa pasó a llamarse Sopwith Aviation & Engineering Company y la fábrica se reorganizó para producir motocicletas ABC bajo licencia; esto incluyó una inversión de 100 000 libras esterlinas en maquinaria nueva. En septiembre de 1920, la fábrica de Kingston cerró por inventario y la empresa decidió entrar en liquidación voluntaria; el director de la fábrica de Kingston anunció en una carta a los 1400 empleados:

Lamentamos mucho que nos resulte imposible reabrir los talleres, ya que las dificultades provocadas por la restricción de crédito impiden a la empresa encontrar capital suficiente para continuar con la actividad, por lo que la misma será disuelta.
H G Mitchell

En una reunión de acreedores celebrada en octubre de 1920, se explicó que, aunque la empresa había acumulado previamente un superávit de 900 000 libras esterlinas en 1918, tras una caída de la venta de motocicletas, la empresa tenía 705 430 libras esterlinas en pasivos (que incluían 583 510 libras esterlinas en impuestos por exceso de beneficios) y 862 630 libras en activos. La empresa estaba cuestionando el importe del impuesto sobre beneficios excesivos, ya que había pagado 450 000 libras esterlinas en concepto de impuestos. La reunión concluyó que el mejor resultado sería vender el negocio como empresa en funcionamiento.
La fábrica de Ham, que estaba incluida en 38 acres de terreno de propiedad absoluta, se vendió a Leyland Motors. La recién formada H.G. Hawker Engineering Company obtuvo los derechos de patente de Sopwith y un contrato gubernamental para remozar los biplanos Sopwith Snipe.

## Hawker Engineering
Tras la liquidación de la empresa Sopwith, el propio Tom Sopwith, junto con Harry Hawker, Fred Sigrist y Bill Eyre, formaron inmediatamente H.G. Hawker Engineering, precursora del linaje Hawker Aircraft y Hawker Siddeley. Sopwith fue presidente de Hawker Siddeley hasta su jubilación. Hawker y sus sucesores produjeron muchos más aviones militares famosos, incluidos el Hart y el Demon de entreguerras; el Hurricane, el Typhoon y el Tempest de la Segunda Guerra Mundial; y el Sea Fury, el Hunter y el Harrier de posguerra. Estos últimos modelos de aviones a reacción se fabricaron en los mismos edificios de fábrica utilizados para producir Sopwith Snipe en 1918, cuando Hawker Aircraft compró la fábrica de Ham al expirar el contrato de arrendamiento de Leyland en 1948.

## En la actualidad

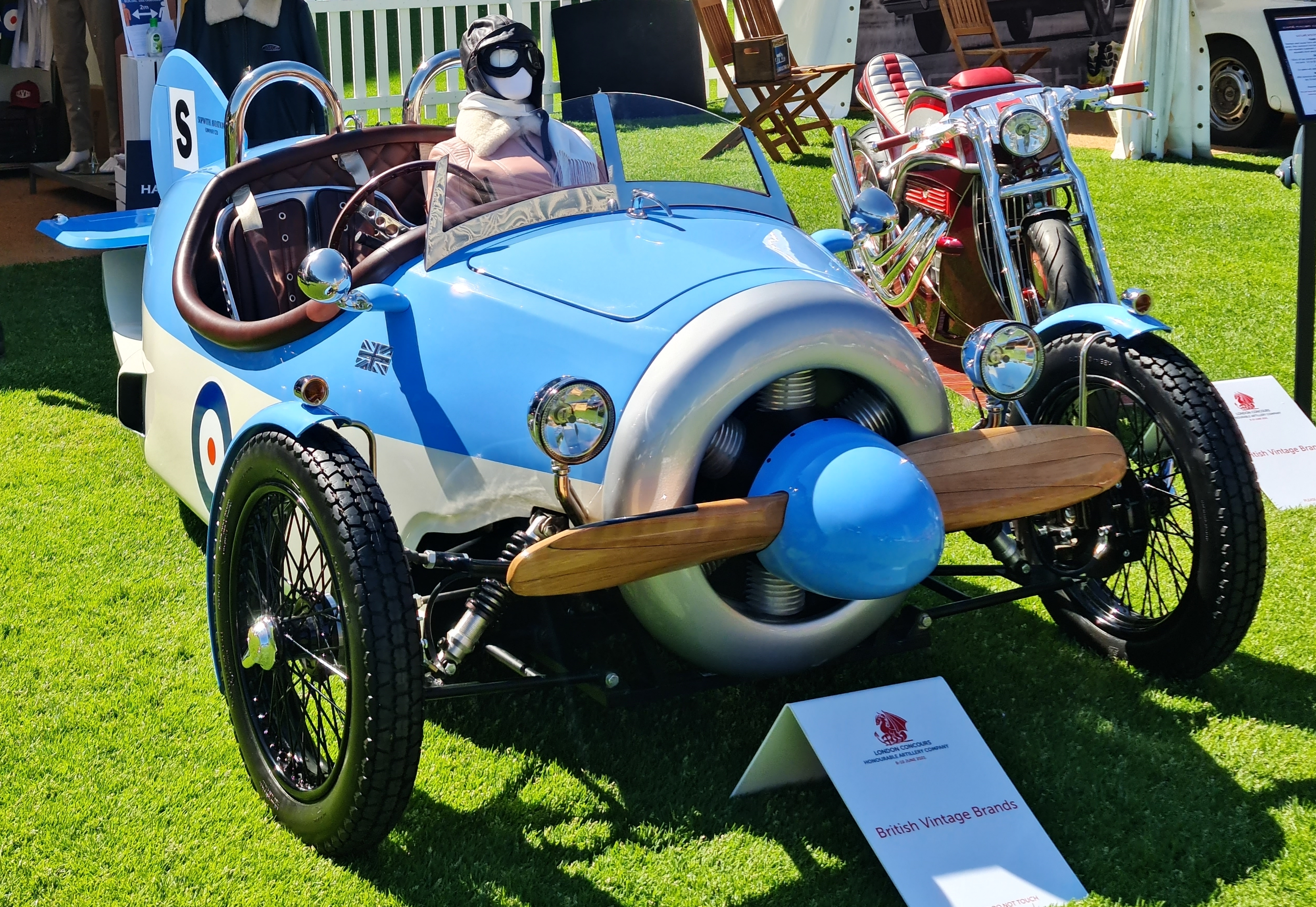
Vehículo conceptual Sopwith Dove.

En 2021, el nombre Sopwith Aviation fue adquirido por la empresa de ingeniería galesa Bevan Davidson International, que planeaba lanzar una línea de vehículos de motor de celebración para conmemorar la historia de Sopwith. Un automóvil deportivo biplaza, con el estilo y el nombre de Sopwith Dove, fue presentado en el salón del automóvil Concours de Londres ese mismo año.

## Aviones Sopwith famosos

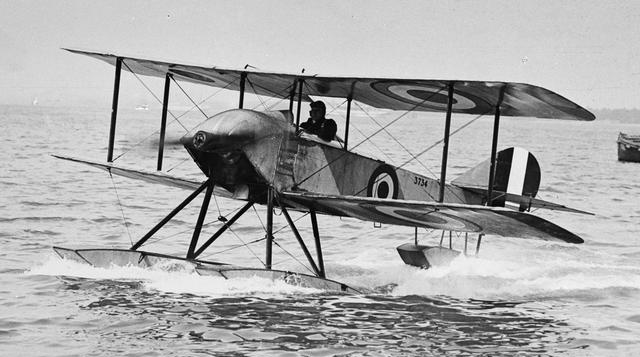
El Sopwith "Schneider" (un Sopwith Tabloid equipado con flotadores) en el Trofeo Schneider de 1914 en Mónaco.

Inicialmente, el propio Tom Sopwith, asistido por su antiguo mecánico personal Fred Sigrist, dirigió el diseño de los modelos de la empresa. Tras una serie de diseños de antes de la guerra para el Real Servicio Aéreo Naval, como el Three-seater y el Bat Boat, el primer gran éxito de Sopwith fue el rápido y compacto (de ahí el nombre) Tabloid, un diseño que mostró por primera vez la influencia del piloto de pruebas de la compañía, el australiano Harry Hawker. Una versión de este avión equipada con flotadores ganó el Trofeo Schneider en 1914. La versión de avión terrestre fue utilizada tanto por el RNAS como por el RFC al comienzo de la guerra. Con mayor potencia y con flotadores, el modelo evolucionó hasta convertirse en el Baby, que fue un caballo de batalla del RNAS durante gran parte de la Primera Guerra Mundial.
En 1916, Herbert Smith se convirtió en ingeniero jefe de la empresa Sopwith y, bajo su liderazgo en diseño, sus otros modelos exitosos de la Primera Guerra Mundial incluyeron el Type 9901, de mayor tamaño. Este avión, más conocido como 1½ Strutter debido a su disposición poco convencional de los soportes de tipo cabaña, fue utilizado desde 1916 por el RNAS, el RFC y la Aviation Militaire francesa como bombardero monoplaza, caza biplaza y observador de artillería y entrenador. Poco después llegó el pequeño y ágil Scout monoplaza, que rápidamente se hizo más conocido como Pup debido a su evidente descendencia del 1½ Strutter. El Pup y el 1½ Strutter fueron los primeros cazas tractores británicos equipados con éxito con un mecanismo sincronizador que permitía que una ametralladora disparara a través de la hélice giratoria. Este mecanismo fue conocido por sus diseñadores como mecanismo Sopwith-Kauper, aunque más tarde se utilizaron otros diseños. El Pup fue ampliamente utilizado en el frente occidental por el RFC y desde barcos por el RNAS desde el otoño de 1916 hasta principios del verano de 1917, y sus pilotos lo consideraban plácido de volar. Continuó utilizándose como entrenador avanzado durante el resto de la guerra. El Pup inició la famosa serie de aviones Sopwith con nombres de animales durante la guerra, que, en su conjunto, pasarían a ser famosos en la historia de la aviación como "El Zoológico Volante".
Equipado experimentalmente con tres alas de cuerda estrecha y un motor más potente, el Pup condujo al Triplane, que fue utilizado por sólo cuatro escuadrones del RNAS durante 1917, pero que se hizo muy conocido por sus sorprendentes cualidades de combate, aprovechadas al máximo por el famoso 'Destacamento Negro' del 'Naval 10' (No. 10 Squadron del RNAS) de Raymond Collishaw. Este destacamento se llamó así debido al color de identificación negro de los aviones del destacamento, lo que a su vez llevó a que se los nombrara como Black Maria, Black Prince, Black Death, Black Roger y Black Sheep. Tal fue el impacto de este modelo, que generó un gran número de diseños de triplanos experimentales de fabricantes de todas las partes, aunque sólo el Fokker Dr.I logró algún éxito posterior.
A principios del verano de 1917, se introdujo el caza Camel de dos ametralladoras. Este avión era muy maniobrable y estaba bien armado, y hasta el final de la guerra se produjeron más de 5000 unidades. Destruyó más aviones enemigos que cualquier otro modelo británico, pero sus difíciles cualidades de vuelo también mataron a muchos pilotos novatos en accidentes. Fue utilizado, modificado, como caza nocturno y como avión embarcado, y fue pilotado en combate por los servicios aéreos belgas y estadounidenses, así como por los británicos.
Más tarde, aún en primera línea, llegaron el Dolphin de cuatro ametralladoras con motor estacionario y el caza con motor rotativo definitivo, el Snipe. El Snipe entró poco en servicio en la guerra, siendo entregado sólo en pequeñas cantidades en el frente, pero William George Barker, el as canadiense, ganó un Cruz Victoria volando en una épica pelea de perros en solitario contra gran cantidad de enemigos.
Hacia el final de la guerra, la compañía produjo el torpedero-bombardero Cuckoo y el desarrollo blindado de ataque terrestre Salamander del Snipe, pero estos modelos llegaron demasiado tarde para entrar en acción. Se produjeron muchos otros prototipos experimentales a lo largo de la guerra, en su mayoría con nombres de animales (Hippo, Gnu, etc.), a lo que algunos se refirieron como "Zoológico de Sopwith".
Después de la Primera Guerra Mundial, el Sopwith Snipe fue elegido como el caza estándar de la muy reducida Real Fuerza Aérea, y siguió adelante hasta que finalmente fue reemplazado a fines de la década de 1920.

## Aeronaves

### Antes de la Primera Guerra Mundial
- Sopwith-Wright Biplane (1912)
- Sopwith Hybrid Biplane (1912)
- Sopwith Three-seater (1912)
- Sopwith Bat Boat (1913)
- Sopwith Sociable (1913)
- Sopwith 1913 Circuit of Britain Biplane, ver Sopwith Bat Boat Type 2 (Circuit of Britain)
- Sopwith Admiralty Type C (1914)
- Sopwith Special torpedo seaplane Type C
- Sopwith 1914 Schneider Racer
- Sopwith Type S PG N o "Gunbus"

### Primera Guerra Mundial
- Sopwith Admiralty Type 137
- Sopwith Type 806
- Sopwith Type 807
- Sopwith Type 860
- Sopwith Two-Seat Scout
- Sopwith Tabloid
- Sopwith Baby
- Sopwith Sparrow Tres vistas de la versión monoplaza de bombardeo del Sopwith 1½ Strutter.
- Sopwith 1½ Strutter
- Sopwith Pup
- Sopwith Triplane
- Sopwith L.R.T.Tr.
- Sopwith Hispano-Suiza Triplane
- Sopwith Bee
- Sopwith Camel
- Sopwith B.1
- Sopwith Hippo

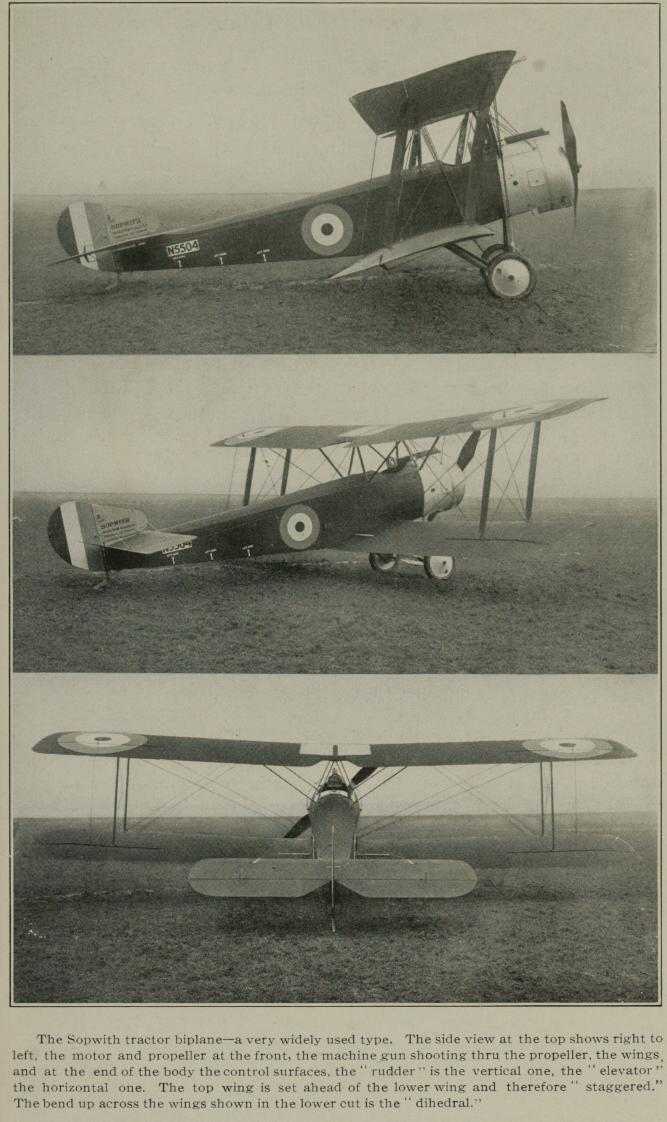
Tres vistas de la versión monoplaza de bombardeo del Sopwith 1½ Strutter.

- Sopwith Cobham, bombardero bimotor
- Sopwith AT "Aerial Target", bomba guiada por radio control
- Sopwith Dragon
- Sopwith Snipe
- Sopwith Dolphin
- Sopwith Salamander
- Sopwith Cuckoo
- Sopwith Bulldog
- Sopwith Buffalo
- Sopwith Rhino
- Sopwith Scooter
- Sopwith Swallow
- Sopwith Snail
- Sopwith Snapper
- Sopwith Snark

### Después de la Primera Guerra Mundial
- Sopwith Gnu
- Sopwith 1919 Schneider Cup Seaplane
- Sopwith Atlantic
- Sopwith Antelope
- Sopwith Wallaby
- Sopwith Rainbow (avión de carreras)
- Sopwith Grasshopper